# Siebeneichen
Siebeneichen ist eine Gemeinde im Kreis Herzogtum Lauenburg in Schleswig-Holstein.

## Geographie

### Lage und Ortsteile
Das Gemeindegebiet von Siebeneichen erstreckt sich nördlich unmittelbar angrenzend von der Stadt Büchen auf dem westlichen Ufer des Elbe-Lübeck-Kanals im Westen des Naturraums Süd(west)mecklenburgische Niederungen (Haupteinheit Nr. 760).
Neben dem namenstiftenden Kirchdorf befindet sich auch die Haussiedlung Bahnhaus als weiterer Wohnplatz im Gemeindegebiet.

### Nachbargemeinden
Unmittelbar angrenzende Gemeindegebiete von Siebeneichen sind:
|              | Roseburg                                    |        |
| Klein Pampau | Kompassrose, die auf Nachbargemeinden zeigt | Fitzen |
|              | Büchen                                      |        |

## Geschichte
Die Herkunft des Ortsnamens ist nicht eindeutig belegt, er könnte seinen Ursprung von den auf dem alten Dorfplatz vor der Kirche befindlichen Eichen haben, denn dort standen früher genau sieben Eichen, ebenso möglich ist aber auch, dass der Name von sieben Bauernstellen herrührt.
Bereits 1211 wurde ein Eberhardt von Seueneken genannt. Das Dorf selbst wurde im Ratzeburger Zehntregister von 1230 zum ersten Mal urkundlich erwähnt. Zu der Zeit wurde auch die erste Kirche gebaut, die 1749 als baufällig abgerissen wurde. Der Patron Johann Hartwig Ernst von Bernstorff, Besitzer von Gut Wotersen, ließ 1753 eine neue Kirche bauen, in der er 1772 auch beerdigt wurde.
Durch den Bau des Stecknitz-Delvenau-Kanals, der „nassen Salzstraße“ zwischen Lüneburg und Lübeck, der 1398 fertiggestellt wurde, wurde Siebeneichen zur Anlaufstelle für die Stecknitzfahrer. Noch heute gibt es ein für diese Schiffergilde reserviertes Gestühl in der Siebeneichener Kirche.

## Politik

### Gemeinderat
Bei der im Zuge der Kommunalwahlen in Schleswig-Holstein 2023 erfolgten Gemeindewahl in Siebeneichen erhielten die Kandidaten der Freien Wählergemeinschaft Siebeneichen (FWG) 63,2 Prozent der Stimmen und damit 6 Sitze, diejenigen von der Bürgervereinigung Siebeneichen (BvS) 36,8 Prozent (3 Sitze). Die Wahlbeteiligung lag dieses Mal bei 82,7 Prozent.

### Bürgermeister
Der gegenwärtige Bürgermeister ist Jan Lucas.

### Wappen
Blasonierung: „Durch einen nach oben in sieben stilisierten Eichen ausgezogenen breiten grünen und einen schmalen goldenen Balken von Gold und Blau leicht erhöht geteilt. Unten eine goldene Glocke und gekreuzt ein goldener Bootshaken und ein goldener Staken.“

## Sehenswürdigkeiten

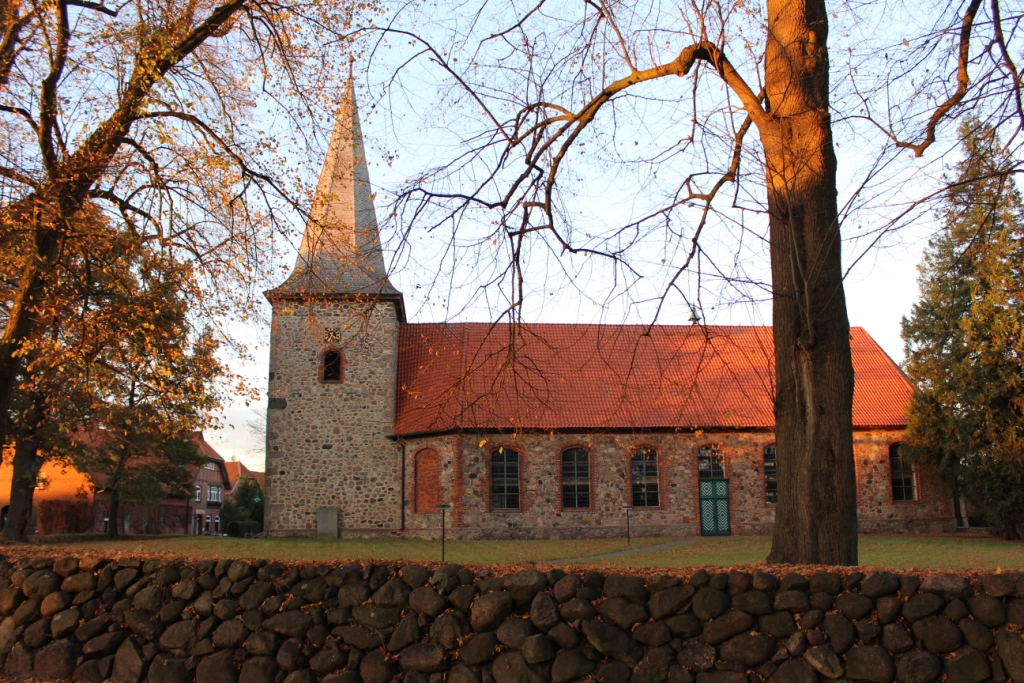
Siebeneichener evangelisch-lutherische Kirche

Zu den Sehenswürdigkeiten zählt die evangelisch-lutherische Kirche in Siebeneichen. Im Jahre 1753 erbaut, wurde bei einem Großbrand im Jahre 1909 der Turm zerstört. Die Grundmauern wurden beim Wiederaufbau um rund einen Meter erhöht. Der 33 Meter hohe Turm überragt das Dorf und ist schon von Weitem gut sichtbar. Es ist eines der Kulturdenkmale in Siebeneichen.

## Verkehr
Durch die Gemeinde Siebeneichen führt die schleswig-holsteinische Landesstraße 200. Sie führt westlich an der Dorflage vorbei und wird von der in den Ort führenden Lauenburgische Kreisstraße 62 gekreuzt. Auch die Trasse der Bahnstrecke Lübeck–Lüneburg führt durch die örtliche Gemarkung. Diese ist ursächlich für die Namensgebung des zweiten Ortsteils.

Seilzugfähre Siebeneichen-Fitzen

Zum Übersetzen des Kanallaufs nach dem Gemeindegebiet von Fitzen besteht eine Fährverbindung von Siebeneichen. Standort ist die ehemalige Schleuse von Siebeneichen. Diese Seilzugfähre ist die einzige Fähre über den Elbe-Lübeck-Kanal. Der Prahm der Seilzugfähre wurde 1960 gebaut. Sie verkehrt nur an Wochenendtagen in den Monaten April bis Oktober.

## Persönlichkeiten
- Carl Curtius (* 10. Dezember 1841 in Siebeneichen; † 1922), Altphilologe und Bibliothekar